# 里利夫 (北卡羅萊納州)
里利夫（英語：Relief）是位於美國北卡羅萊納州米切爾縣的非建制地區。

## 歷史
里利夫的郵局於1888年設立，其後於1974年停運。

## 地理
里利夫所處的海拔為高於海平面641米（即2103英呎），而該地所採用的時區為UTC-5，即北美东部时区（EST）。同時該地設有夏令時間，為UTC-5調快一小時，即UTC-4（EDT）。